# Cómo dueles en los labios
«Cómo dueles en los labios» es el nombre del tercer sencillo y tercera canción del cuarto álbum de estudio oficial de la banda de rock en español mexicana Maná, Sueños líquidos (1997). En la semana del 14 de febrero de 1998 la canción debutó en el número 35 de los U.S. Billboard Hot Latin Tracks y seis semanas después el 28 de marzo de 1998 alcanzó el número 2 por solo 1 semana, detrás de No sé olvidar de Alejandro Fernández. [cita requerida]

## Posiciones en la listas
| Lista (1998)                                | Máxima posición |
| ------------------------------------------- | --------------- |
| U.S. Billboard Hot Latin Tracks             | 2               |
| U.S. Billboard Latin Pop Airplay            | 1               |
| U.S. Billboard Latin Tropical/Salsa Airplay | 6               |

### Sucesión en las listas
| Predecesor: No sé olvidar de Alejandro Fernández | U.S. Billboard Latin Pop Airplay — Sencillo N°. 1 28 de marzo de 1998 - 3 de abril de 1998 | Sucesor: No sé olvidar de Alejandro Fernández |